# Mauro Squillante
Mauro Squillante, né à Naples, est un chercheur spécialisé en instruments à cordes pincées, mandoliniste, président de l'Accademia Mandolinistica Napoletana (Académie napolitaine de la mandoline) et enseignant en mandoline de musique classique.

## Biographie
Mauro Squillante a joué un rôle essentiel dans le mouvement destiné à faire revivre la mandoline napolitaine dans sa ville natale, où l'instrument s'est démodé et où son histoire est devenue difficile d'accès. Sa spécialité porte sur les anciens instruments à cordes pincées, dont la mandoline, la mandola, la mandolone, la colascione et la cithare,.  
Dans le cadre de la restauration de la présence de la mandoline napolitaine à Naples, il participe, en lien avec l'Académie napolitaine de mandoline, dont il est Président, à l'animation de la Maison de la mandoline, un espace de spectacle mais aussi un lieu où les étudiants internationaux peuvent suivre des cours. La maison offre également aux touristes la possibilité de visiter des expositions sur l'instrument et d'écouter des récitals de mandoline. L'académie est reconnue pour avoir contribué au renouveau de la mandoline à Naples. 
Squillante est diplômé du Conservatoire Niccolò Piccinni et a poursuivi ses études avec Hopkinson Smith et Crawford Young (en) à la Schola Cantorum de Bâle, Enrico Baiano, Federico Marincola, Emilia Fadini et Eduardo Egüez (en). Après avoir été professeur de musique au conservatoire Pollini de Bari et au Martucci de Salerne, il enseigne à l'Académie napolitaine de mandoline. 
Il a fait partie de l'Ensemble Naepolis. Il a notamment interprété à la mandoline des sonates de Domenico Scarlatti, accompagné au clavecin par Raffaele Vrenna.

## Discographie
- Scarlatti, Complete Sonatas (2007, Stradivarius), avec Raffaele Vrenna au clavecin : Sonate K. 44, 81, 88, 89, 90, 91, 170, 172, 176, 347, 348 et 351.